# Wahlenbergia hookeri
Wahlenbergia hookeri là loài thực vật có hoa trong họ Hoa chuông. Loài này được (C.B.Clarke) Tuyn miêu tả khoa học đầu tiên năm 1960.